# Ciénega de Negros
Ciénega de Negros är en ort i Mexiko.   Den ligger i kommunen Guanajuato och delstaten Guanajuato, i den centrala delen av landet, 290 km nordväst om huvudstaden Mexico City. Ciénega de Negros ligger 2 665 meter över havet och antalet invånare är 101.
Terrängen runt Ciénega de Negros är huvudsakligen lite kuperad. Ciénega de Negros ligger uppe på en höjd. Runt Ciénega de Negros är det ganska tätbefolkat, med 124 invånare per kvadratkilometer. Närmaste större samhälle är Guanajuato, 14,3 km söder om Ciénega de Negros. I omgivningarna runt Ciénega de Negros växer huvudsakligen savannskog.